# Levan Qenia
Levan Qenia (georgiska: ლევან ყენია), född 18 oktober 1990, är en georgisk fotbollsspelare. Qenia har tidigare spelat för den ukrainska klubben Karpaty Lviv i ukrainska ligan i fotboll dit han kom efter att ha spelat för den tyska klubben Schalke 04 mellan år 2008 och 2012. Han spelar numera för Lokomotivi Tbilisi. Qenia spelar även för det georgiska fotbollslandslaget.